# 渋谷兼八
渋谷 兼八（しぶたに かねはち、1888年（明治21年）9月19日 - 1968年（昭和43年）12月16日）は、日本の水産業者である。

## 経歴・人物
島根県島根郡片江浦（後の八束郡美保関町、現在の松江市）の生まれ。アメリカ合衆国への渡航を志したことにより、1909年（明治42年）に日本郵船が所有する「セイロン丸」の水主として乗船する。しかし航海中にイギリスのトロール漁船に遭遇したことにより下船し、帆船の手操網漁法の改善のために1911年（明治44年）に大日本水産会漁船船員養成所で学んだ。修了後は島根県水産試験場に勤務し、機船による手操網の試験および操業に携わる。
1913年（大正2年）に独立後は友人ら仲間と共に帆船である「方結丸」の建造に携わり、5年後の1918年（大正7年）には動力による網の巻上機の考案にも携わり日本で初の機船底引網漁法の開発に尽力した。1920年（大正9年）には合名会社である「島根組」を設立し、同時期に二艘の漁船による底引網漁法の開発にも尽力する。しかし1922年（大正11年）には当時コレラが流行していたことによって漁獲物の販路被害を受け、大資本の台頭の影響もあり業績が悪化したことによって同会社は解散した。

## 栄典
- 黄綬褒章 - 1955年（昭和30年）受章。